# Gobernación de Jolm
La gobernación de Jolm (en ucraniano: Холмська губернiя, en polaco: Gubernia chełmska) fue una unidad administrativa del Imperio ruso y el Estado ucraniano del Hetman Skoropadsky. Fue creada al ser separada de las gubernias de Lublin y Siedlce del Zarato de Polonia en 1912. Consistió en territorios con una peso significativo de los eslavos orientales (en la mayoría de ellos ucranianos). La capital era la ciudad de Jolm, hoy Chełm.

## Imperio ruso

### Educación de la provincia
Cuando después del decreto sobre la tolerancia de 17 de abril de 1905 se mostraron las deficiencias de la política de conversión a la ortodoxia de los habitantes de la región de Jólmschina y Podlaquia, en los círculos gobernantes más altos de Rusia, ha aumentado el interés en los planes para la asignación de tierras primitivas de little russian en los distritos orientales de Lublin y Sedletsk (Jólmschina), que todavía estaba en la segunda mitad del siglo XIX, con una población predominantemente baja (ucraniana) en una provincia separada de Jolm. Propuesta para la asignación de Jólmschina del Reino de Polonia presentada en la Duma Imperial de Rusia obispo Jolmsky y Lublin Evlogiy (Georgievsky). El proyecto fue presentado en la Duma del Estado III 19 de mayo de 1909, en el mismo día transfiere a la comisión en el sentido de las propuestas legislativas. Desde el 17 de noviembre de 1909 hasta el 20 de noviembre de 1911 se discutió en un subcomité especial de "Jolm". informe de la comisión presentado a la asamblea general de la Duma 7 de mayo de 1911 la discusión tomó 17 sesiones. Aprobada por la Duma, en particular, y los diputados de la Democracia Nacional - la base de la fracción de la participación de Polonia en la Duma, - el informe del comité de redacción 4 de mayo de 1912, la Ley "De la educación en la zona oriental de la provincia especial Jolmsk Lublin y Siedlce gobernación, con la retirada de su fuera de control Varsovia gobernador general" fue la más alta aprobada de junio de 23/6 de julio de 1912. la apertura oficial de la provincia tomó puesto 8 de septiembre de 1913. Hubo numerosas protestas, incluso en la Duma del Estado en contra de la creación de la provincia de Chelm. Fue publicado, entre otras publicaciones sobre la naturaleza de las tierras polacas nativos Holm, que trabajan Lubomir Dymshi, Dzevulskogo Stefan (Stefan Dziewulski) y Vertsenskogo Henryk (Henryk Wiercieński).
La nueva provincia fue retirada de la administración del Gobernador General de Varsovia y subordinada directamente al Ministro del Interior de Rusia. Las instituciones educativas y judiciales estaban subordinadas al administrador del distrito educativo de Kiev y al distrito del Tribunal de Justicia de Kiev, respectivamente, y con respecto a la auditoría de los informes: la cámara de control de Kiev.
En 1915, la provincia de Jólmskaya estaba formalmente subordinada al Gobernador General de Kiev, pero en relación con la ocupación de la provincia por parte de las Potencias Centrales, esta decisión no se implementó realmente.

### Composición territorial
- La estructura 58 incluye Jólmskaya comunas provincia por completo y 24 en parte liquidado provincia Siedlce de:
  - Condado de Belsk
  - Condado de parte Włodawskie (liquidación Bednarovka (Bednarzówka), proteínas (Białka), Ugnin y cubierta hop (Chmielów) comuna Roble (Dębowa Kłoda); Isla comuna (Ostrów (Lubelski)); pueblo Babyanka, Kolihovichi (Kolechowice ) y Tyśmienica; comuna Ustimov (Uścimów),  Wola Wereszczyńska (Wola Wereszczyńska), gmina Wyryki, Ghana (Hansk),  Horodyszcze ,  Krivoverba (Krzywowierzba),  Opole,  Romanov (Romanów),  Sobibor (Sobibór),  Tourno y la ciudad de Wlodawa)
  - parte del distrito de Konstantinovsky ( de Holovczyce (Hołowczyce), Kornica,  Łosice ,  Czuchleby, Olszanka,  Bohukały,  Vitulin (Witulin), Huszlew,  Zakanale,  Pavlov (Pawłów), Rokitno (Rokitno),  Swory, y  Janov (Janów)).
  - parte del condado de Radin (comuna de  Tłuściec ,  Zahajki,  Szóstka: Kolembrody y Żelizna de la comuna de  Żelizna, comunas de  Brzozowy Kąt, comuna de Jabłoń y  Gerotin (Żerocin)).

- Además de la provincia de Lublin:
  - Hrubieszów uyezd.
  - Condado de Tomaszewski.
  - porción significativa condado Holmskogo (comuna Tsytsov (Cyców), Sedlische (Siedliszcze),  Pavlov (Pawłów),  Bukov (Bukowa), Gmina Wojsławice, Zhmud,  Krivichki (Krzywiczki), Olkhovets (Olchowiec),  Rakolupy (Rakołupy), Reevets (Rejowiec),  Swierze (Świerże),  Staw,  Turka, y la ciudad Chełm).
  - parte importante del condado de Zamostskogo (liquidación de cerezo (Wiszenki), se olvidó (Zabytów), Monastyrek y Sulmitsa comuna Antiguo Zamostye (Stary Zamość);  Wysokie, Szczebrzeszyn; pueblo Will Chernostokskaya (Wólka Czarnostocka), Distribuidores (Dzielce), gmina Radecznica, Radechnitsky convento (klasztor Radecznicki), Swamp (Trzęsiny) y Chernostok (Czarnystok) comuna gmina Radecznica (Radecznica); asentamiento Razlopy (Rozłopy) comuna Šulová (Sułów); comuna Zamostye (Zamość) excepto pueblo Zhdanov (Żdanów); pueblo Belovolov (Białowola), Volka Vepretskaya (Wólka Wieprzecka) y Lipsk (Lipsko),  Mokre; Zvirynets comuna (Zwierzyniec); Lipovets pueblo (Lipowiec), Sokhi (Sochy), Tereshpol (Tereszpol) y Shoji (Szozdy) Tereshpol comuna (Tereszpol); Krasnobrod comuna (Krasnobród), Labun (Łabunie), Skerbeshov (Skierbieszów) y  Sukhovolya (Suchowola), así como la ciudad de Zamosc).
  - porción significativa Belgorayskogo (ciudad Belgoray; localidad de la Selva Solskiy (Puszcza Solska), Rozhnovka (Rożnówka), Bojary y Dyli (Dyle) comuna  Puszcza Solska (Puszcza Solska); pueblo Derezhnya Solskiy (Dereźnia Solska), Derezhnya Zagrody (Dereźnia Zagrody ) Lazor (Łazory), Maidan viejo (Majdan Stary), Maidan Nuevo (Nowy Majdan), cuernos (Rogale), Oregon Solski (Ruda Solska),  Sol (Sól) y Smolski (Smólsko) comuna Soli (SOL); pueblo Garasyuki (Harasiuki) y Rychka (Ryczki) comuna  Huta Krzeszowska; comuna Kreshem (Krzeszów),  Babica (Babice), gmina Biszcza, Will Rozhanetskaya (Wola Różaniecka), corriente de la montaña (Górny Potok), Knyazhpol (Księżpol) , Lukov (Łukowa) y  Majdan Sopocki).
  - fragmentos Condado Lyubartovskogo (liquidación DPAT (Dratow), Kanivolya (Kaniwola), yegua (Kobyłki), Ludivine (Ludwin) y comuna Szczecin gmina Ludivine (Ludwin)).
  - fragmentos del uyezd Krasnostavsky (pueblos Dobryniów, Rusia Lopennik (Rusopiennik Ruski (Dolny)) y Stęžyca de la comuna Lopennik (Łopiennik), el pueblo de Bzite, Wincentów, Krupiec, Krupe, Zagroda, Kostunin, Zhdannoe (Żdżanne) y  Rudka, los pueblos de Aleksandrovskiy Krasničin (Kraśniczyn Aleksandrowski), Anielpol, Breziny (Brzeziny), Boncha (Bończa), Volka Wólka Kraśniczyńska, Drewniki, Zalesie, Kraśniczyn, Olszanka y Stara Wie г,  Czajki).

### División administrativa
La provincia de Kholm consistía en 8 distritos:

### Población
En 1909, la población de las tierras que se incluyeron en la provincia de Kholm en 1912 era de 703,000 personas.
| № | Condado         | Uyezd                   | Площадь, versta² | Население (1897), чел. |
| - | --------------- | ----------------------- | ---------------- | ---------------------- |
| 1 | Belgoraysky     | Biłgoraj (5 846 чел.)   | 1 500,8          | 96 332                 |
| 2 | Belsky          | Biała (13 090 чел.)     | 1 311,0          | 76 687                 |
| 3 | Wlodawski       | Włodawa (6 673 чел.)    | 1 900,1          | 98 035                 |
| 4 | Grubeszowski    | Grubeshov (10 639 чел.) | 1 063,9          | 101 392                |
| 5 | Zamostsky       | Zamość (14 705 чел.)    | 1 569,6          | 119 783                |
| 6 | Konstantinovsky | Yanov (3 861 чел.)      | 1 263,0          | 61 333                 |
| 7 | Tomashevsky     | Tomashev (6 233 чел.)   | 1 213,4          | 98 783                 |
| 8 | Kholmsky        | Chełm (18 452 чел.)     | 1 865,9          | 137 585                |

Toda la población de la provincia de Chelm, según las estadísticas oficiales, era aproximadamente 760 mil personas, de las cuales los católicos había 311 mil, ortodoxos - .. 305 mil Judíos -. 115 mil protestantes -. De 28 mil Al mismo tiempo, los ortodoxos eran más de la mitad de la población. Grubeshovskom, así como algunas partes de los antiguos condados Lyubartovskogo y Krasnostavskogo. Las partes y los distritos Tomášovský Holmskogo y condado en el anterior número Włodawskie superado el número de ortodoxa católica alrededor del 5%. El 1 de enero, 1914 en la provincia de Chelm de la población total, que suman 912,095 personas, los ucranianos eran 446 839, es decir el 50,1%, Postes - 30,5%, Judíos - 15,8%.
La composición nacional de las áreas de los condados incluido en 1912 en la provincia de Chelm De acuerdo a 1897
| Distrito     | polacos | ucranianos | judíos | rusos | alemanes |
| ------------ | ------- | ---------- | ------ | ----- | -------- |
| Belgoraysky  | 62,7 %  | 20,8 %     | 9,3 %  | 6,9 % | …        |
| Grubeszowski | 23,1 %  | 59,6 %     | 14,5 % | 1,9 % | …        |
| Zamostsky    | 73,9 %  | 7,7 %      | 12,2 % | 5,6 % | …        |
| Tomashevsky  | 36,5 %  | 49,5 %     | 11,1 % | 2,5 % | …        |
| Kholmsky     | 34,5 %  | 33,4 %     | 12,7 % | 6,3 % | 12,7 %   |

### El escudo de armas de la provincia de Kholm

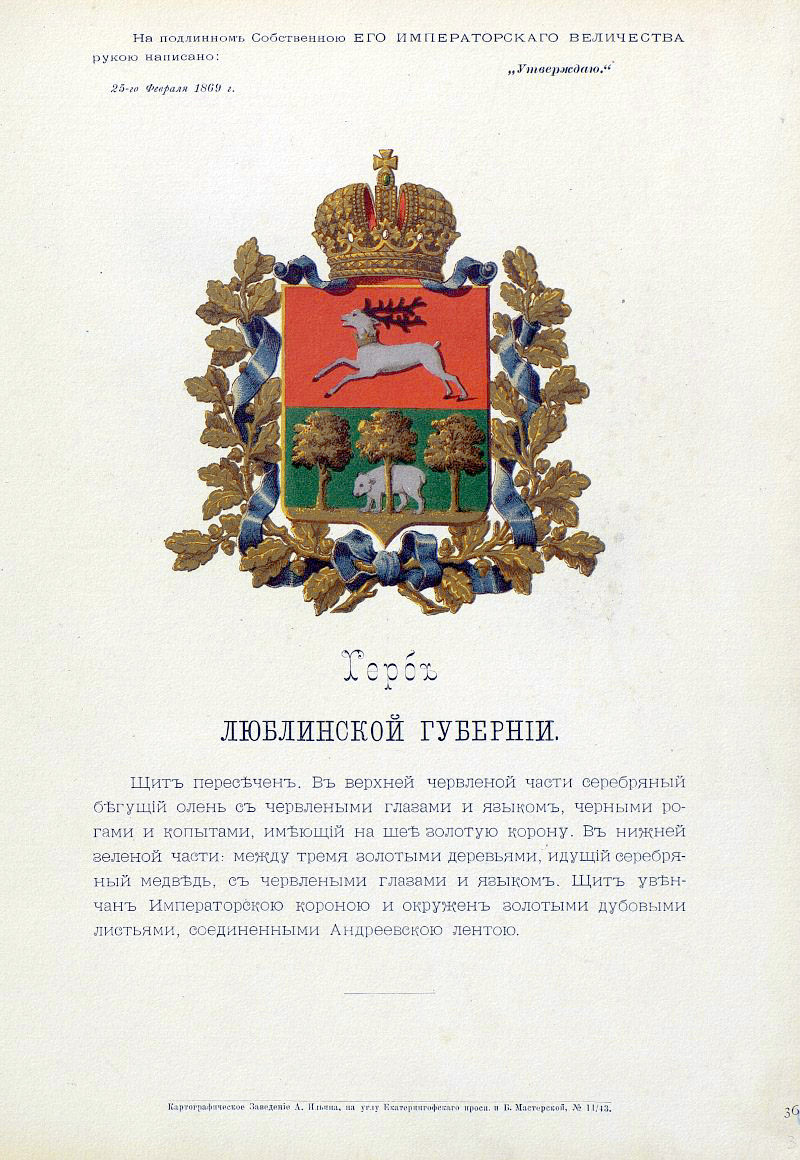
Escudo de la provincia de Lublin. (1869) hasta que Kholmskaya lo separe - el escudo de armas de Kholmschina ocupa la parte inferior del escudo de armas

El escudo de armas de la provincia de Kholm fue aprobado supremamente el 15 de octubre 1914 y tenía la siguiente descripción: "En un escudo verde con una cabeza, entre tres árboles dorados, un oso de plata caminando con ojos de cereza y lengua. En la cabeza dorada del escudo hay un águila imperial negra con tres coronas".

## Gobernadores
1. 1 de septiembre de 1913[4] - (no antes del 26 de mayo de,[5] y no más tarde del 7 de julio de[6]) 1914: Alexander Volzhin (? 1862 (1860) - 1933), consejero de Estado y Chamberlain (de mayo 1914 - Chamberlain); Holm primer gobernador antes - último gobernador Sedletskii.[7]
2. (No antes de 26 de mayo), 1914 - (15 de agosto)[8] 1916: Boris Dmitrievich Kashkarov, consejero de Estado aleksandr-vasilevich /.
3. (No más tarde del 1 de septiembre)[9] 1916 -. (después de 2 de marzo), 1917:[10] Leonid Savyolov (1868-1947), consejero de Estado y Chamberlain ; el último gobernador de Kholm.

## Vicegobernadores
1. 1 de septiembre de 1913 - (no antes del 26 de mayo de 1914): Alexander Ivanovich Fullon, Consejero de Estado y Junkers
2. 1914-1917: Mikhail Mikhailovich Terenin, secretario colegiado[11]

## Las autoridades espirituales de la Diócesis de Kholm
En el nivel eclesiástico, el Kholmskaya guberniya era una parte de la diócesis de Kholma de la Iglesia Ortodoxa Rusa formada el 16/29 de junio de 1905 (según otras fuentes, el 18 de julio), y fue administrado por el obispo Kholmsky y Lublinsky.
- 18/31 de julio de 1905 (20 de mayo, 1912 arzobispo) - 14/27 de mayo de 1914: Eulogius (San Jorge) (1868-1946)
- 14/27 de mayo de 1914 - 10/23 de diciembre de 1915: Anastassy (Gribanovsky) (1873-1965)
- 10/23 de diciembre de 1915 - 3 de abril de 1916: vacante
- 21 de abril / 4 de mayo de 1916[12] - 27 de mayo / 9 de junio de 1917: Serafín (Ostroumov) (1880-1937), obispo de Belsky.

## En los años 1915-1918
En agosto-septiembre de 1915, el territorio de la provincia fue ocupado por los Poderes Centrales (tropas alemanas (norteñas) y austrohúngaras (meridionales)). Las instituciones provinciales y de distrito de la provincia de Kholm ocupada fueron evacuadas a Kazán y continuaron funcionando incluso después de la Revolución de febrero de 1917.

Inicialmente, todo el territorio de la provincia de Chelm estaba bajo el control directo de las autoridades militares de Alemania y Austria, pero en junio de 1916, la zona de la ocupación de Austria-Hungría, se cubre (distritos Belgoraysky, Grubeshovsky, Zamostsky y Tomaszów) Kholmshchyna, se trasladó a la jurisdicción del gobernador general militar de Lublin, que utiliza Administración polaca En los años 1916-1918. Provincia territorio era parte del Reino de Polonia. Bajo los términos del tratado de paz de Brest de enero de 27 (9 de febrero) 1918, entre la UNR y las potencias Kholmshchyna central (así como las áreas circundantes de la provincia de Grodno y Lublin) se transfirió a la UPR.

## El poder de Ucrania
En abril de 1918, los condados de provincia Chelm, junto con las partes adyacentes de la provincia Lublin, se transfirieron a la Gubernia de Volinia Ucrania Estado de Hetman Skoropadsky. Sin embargo 15 de noviembre de 1918 para asignar una provincia separada Hetmanate Kholmsk. ciudad de provincia determinada Brest-Litovsk. Provincia llevó el mayor A.F. Prisa-Yoltuhovsky. Sin embargo, debido a la oposición no fueron las autoridades polacas locales admitidos en la colina y fue capaz de organizar la administración de Ucrania sólo en los condados del norte de la provincia de Chelm, ocupada por las tropas alemanas.
Kholmsk provincia en este período incluye:
- parte sur de la región de Brest, provincia de Grodno;
- provincia de Grodno condado Belsky;
- parte sur del distrito Kobrin, provincia de Grodno;
- provincia de Grodno condado Pruzhany;
- porción Constantino provincia del condado de Lublin;
- provincia partes Radinskogo condado de Lublin;
- provincia Krasnostavskogo condado de Lublin parte.

2-4 de noviembre de 1918 en la gestión real de la parte sur de la provincia fue transferida a las autoridades polacas. A principios de diciembre de 1918 se ha eliminado la administración de Ucrania en el norte de la provincia, y sus representantes, encabezados por el prefecto provincial puso en campos de internamiento en Kalisz. Más tarde, el territorio de la antigua provincia de Kholm se incluyó como powiat separados en el formado el 14 de agosto de 1919, Voivodship de Lublin. UPR reconoce la pérdida Holm Pacto de Varsovia 21 de abril de, 1920.